# Batalla de Haditha
La batalla de Haditha fue un combate librado entre las fuerzas estadounidenses y las de Ansar al-Sunna a principios de agosto de 2005 en las afueras del pueblo llamado Haditha, en Irak. Este lugar era uno de los que permanecían bajo el control de la insurgencia en el valle del río Éufrates, en el 2005.
El primer día de combates, una unidad de francotiradores del Cuerpo de Marines de los Estados Unidos (USMC), compuesta de seis hombres, fue atacada y arrasada por un gran contingente de fuerzas insurgentes. Los seis hombres fueron hallados muertos después de esta batalla.
Dos días después este suceso, los marines llevaron a cabo la operación Golpe Rápido (Operation Quick Strike) para atacar y reducir la presencia insurgente en Haditha. Este mismo día, un vehículo anfibio de asalto fue destruido por una bomba localizada al costado del camino, dejando un saldo de 15 marines muertos de 16 que iban a bordo.

## Cronología de los hechos
La mañana del 1 de agosto de 2005 una unidad de francotiradores del USMC ubicada en la afueras de Haditha fue atacada por un gran contingente de fuerzas insurgentes del grupo de Ansar al-Sunna y fue totalmente devastada en menos de diez minutos. Cinco miembros de la unidad fueron asesinados. Uno de ellos fue reportado como perdido en acción y se le llegó a ver con vida, conducido a través de las calles de Haditha.
Pocos días después un video del ataque fue publicado en Internet, en el cual se veía a los insurgentes atacando a los marines. Igualmente fueron publicadas fotografías que mostraba un cuerpo severamente herido y ensangrentado, vistiendo unas trusas militares camufladas y a dos hombres parados frente a varios rifles. Los insurgentes afirmaban que habían cortado la garganta a algunos de los marines atacados. 
Hombres armados y con el rostro cubierto, fueron vistos esa misma tarde en el mercado público de Haditha mostrando cascos y otro equipo que decían fue tomado de los cuerpos de los marines muertos. Los cuerpos de cinco marines fueron encontrados en un solo lugar y el cuerpo del sexto fue descubierto después a varios kilómetros de distancia.